# Gerardo Silva
Gerardo Silva (Rengo, 11 de enero de 1962) es un entrenador de fútbol chileno que ha desarrollado su carrera en su país natal y en el extranjero. Actualmente dirige a General Velásquez .

## Trayectoria
Debutó en la liga amateur de Chile en el equipo Club Guillermo Guzmán de Rengo en el año 1982 iniciando una carrera en su ciudad natal, carrera que continuó en el mismo lugar hasta el año 1985, periodo en el que funcionó como director técnico en los equipos Club Atlético Caupolicán, Club Ramón Rodríguez Pando con quien fue campeón regional y Club Azucol de Rosario.
En 1986 emigra de Rengo y funciona como Ayudante Técnico en el Club Unión veterana de Peumo, en la antigua cuarta división del futbol chileno, Mismo club el cual dirigiría el siguiente año 1987.
En 1988 continúa a la cabeza de Club Unión Veterana de Peumo logrando el vicecampeonato de la cuarta división. En el mismo periodo se hace cargo de La Selección Adulta de la Comuna de Peumo, consiguiendo el vicecampeonato mientras dirigía ambos equipos paralelamente.
En 1989 asume la dirección de Club Deportivo Alianza de Coltauco también en la cuarta división chilena y en el periodo 1990-1991 vuelve a dirigir Club Guillermo Guzmán de Rengo ahora también en cuarta división y logrando la clasificación a la liguilla local.
En el año 1992 vuelve a la ciudad de Rengo asumiendo esta vez la dirección de Deportes Rengo en el periodo de 1992-1994 logrando la clasificación  a la liguilla zona sur en ambos 1993 y 1994.
En el año 1995 se pone a la cabeza de la Selección de Rengo para preparar el Torneo Nacional ANFA de 1996 año en el que logra salir campeón nacional de manera invicta.
Luego del campeonato en 1996 vuelve a ser el estratega de Deportes Rengo clasificando a la liguilla zona centro sur.
En 1997 asume la dirección técnica de Colchagua clasificando entre los cuatro finalistas para la liguilla, en 1998 es campeón de la Tercera División de Chile con el mismo Colchagua, siendo director del club hasta 1999
En el año 2000 funciona como director técnico de Deportes Constitución unido en Tercera División de Chile logrando el Subcampeonato del torneo.
En 2001 asume la dirección de Club Deportivo Trasandino de Los Andes logrando clasificar a la liguilla zona norte.
En el año 2002 asume la dirección técnica de Deportes Copiapó, mismo año que nuevamente ganaría la Tercera División A de Chile, ascendiendo al club al profesionalismo. Durante el periodo 2003 el equipo debuta en la Primera División B de Chile siendo el mejor debutante ganando 5 goles a cero a Club de Deportes La Serena como visitante. El 2004 clasifica con el equipo a la liguilla de ascenso a la Primera División de Chile. Terminando la temporada se va del club por los problemas económicos que tenía este.
En O'Higgins de Rancagua destacó la campaña del 2005, en donde ascendió a La Celeste a la Primera División de Chile luego de ganarle la liguilla de promoción a Melipilla en dos partidos, de local ganó 1-0 y de visita fue empate 3-3. Luego regresaría al club el año 2009 tras la salida de Jorge Sampaoli.
En el 2006 asume la jefatura del departamento de integración regional del club O'Higgins de Rancagua, a su vez vuelve a asumir la dirección técnica de Colchagua mantentiendo el cargo hasta el 2009.
El 2007 destaca la campaña con el Colchagua, este año llega a la final de la Tercera División A de Chile, pero la perdió frente a San Marcos de Arica, pues en Arica cae 2-1, y en San Fernando (ciudad de la localía de Colchagua) empata 1-1. A pesar de los resultados, logra el reconocimiento de ser el equipo que marca más goles en una temporada en la historia de la Tercera división de Chile con un total de 102 goles. En el año 2009 renuncia del cargo para dirigir a O'Higgins de Rancagua. 
En el 2010 El director vuelve a asumir en Deportes Rengo, gracias a una alianza que mantenía este equipo con el O'Higgins de Rancagua. El mismo año dirige el torneo Novatos de Tercera División de Chile, consiguiendo salir campeón invicto.
En el año 2011 hace un paso por el equipo Unión Santa María, siendo contratado para jugar la liguilla de descenso y logrando mantener la categoría en Tercera División A de Chile.
En el periodo 2012-2013 vuelve a asumir en un Deportes Copiapó que venía de descender a Segunda División Profesional de Chile el año 2011.  El director logra el ascenso a la Primera División B de Chile en el año 2012 
En el periodo 2013-2014 asume en Deportes Puerto Montt de la Segunda División Profesional hasta fines de marzo logrando el tercer lugar en la categoría, posteriormente asume en Tercera División B de Chile en Chimbarongo FC logrando el subcampeonato y el ascenso a Tercera División A de Chile.
Finalizando el año 2014 asume en Club de deportes Malleco Unido, club que milita en la segunda división de Chile asumiendo el cargo de director técnico reemplazando a un despedido Eduardo Vilches, luego de estar durante un año con el cuadro del León de Nahuelbuta y logrando el quinto el lugar, Gerardo Silva dejó el cargo.
Asumió, por tercera vez en su carrera, como técnico de Deportes Rengo a mediados de 2016.
El 13 de octubre de 2016 renunció a deportes Rengo por los problemas económicos del club.
El año 2017 toma la decisión de no dirigir para dedicar tiempo a escribir, editar y presentar el libro Bendita Pasión en conjunto con el periodista chillanejo Jorge Díaz, libro autobiográfico que narra las anécdotas vividas por el director técnico a lo largo de su carrera.
En enero de 2018 es oficializado como nuevo técnico de Club Petrolero de Bolivia, realizando una notable campaña con un 92% de rendimiento, clasificando a la Copa Simón Bolívar (Bolivia).
El 14 de septiembre de 2018 vuelve a Chile y es oficializado como técnico  Deportes Vallenar luego de la renuncia al Club Petrolero por problemas personales. Con el Deportes Vallenar juega la liguilla del descenso de la Segunda División Profesional manteniendo la categoría.
El 2019 retoma la dirección por cuarta vez del equipo Deportes Rengo en Tercera División A de Chile y el 2020 participa como comentarista técnico en el programa Primera B Chile conducido por el periodista Pablo Sepúlveda, además de participar como columnista de la revista deportiva digital El Ágora.

## Clubes

### Como entrenador
| Club                             | País    | Año         | PJ  | PG  | PE  | PP  | Rendimiento |
| -------------------------------- | ------- | ----------- | --- | --- | --- | --- | ----------- |
| Deportes Rengo                   | Chile   | 1992-1994   | 91  | 39  | 23  | 29  | 51.28%      |
| Deportes Rengo                   | Chile   | 1996        | 32  | 17  | 11  | 4   | 64.59%      |
| Colchagua                        | Chile   | 1997-1999   | 108 | 48  | 29  | 31  | 53.39%      |
| Constitución Unido               | Chile   | 2000        | 38  | 19  | 9   | 10  | 57.89%      |
| Trasandino                       | Chile   | 2001        | 36  | 16  | 11  | 9   | 54.63%      |
| Deportes Copiapó                 | Chile   | 2002-2004   | 125 | 58  | 27  | 40  | 53.6%       |
| O'Higgins                        | Chile   | 2005        | 36  | 15  | 11  | 10  | 51.86%      |
| Colchagua                        | Chile   | 2006-2009   | 122 | 65  | 30  | 27  | 61.48%      |
| O'Higgins                        | Chile   | 2009        | 13  | 3   | 7   | 3   | 41.03%      |
| Deportes Rengo                   | Chile   | 2010        | 34  | 18  | 5   | 11  | 57.84%      |
| Unión Santa Maria de los Ángeles | Chile   | 2011        | 12  | 7   | 1   | 4   | 61.11%      |
| Deportes Copiapó                 | Chile   | 2012-2013   | 68  | 29  | 18  | 21  | 51.47%      |
| Deportes Puerto Montt            | Chile   | 2013-2014   | 22  | 14  | 4   | 4   | 69.7%       |
| Chimbarongo F. C.                | Chile   | 2014        | 25  | 14  | 5   | 6   | 62.67%      |
| Malleco Unido                    | Chile   | 2015-2016   | 33  | 14  | 8   | 11  | 50.5%       |
| Deportes Rengo                   | Chile   | 2016        | 7   | 3   | 2   | 2   | 52.38%      |
| Club Petrolero                   | Bolivia | 2018        | 14  | 13  | 0   | 1   | 92.86%      |
| Deportes Vallenar                | Chile   | 2018        | 8   | 3   | 3   | 2   | 50%         |
| Deportes Rengo                   | Chile   | 2019        | 29  | 11  | 8   | 10  | 47.13%      |
| Colchagua                        | Chile   | 2022        | 13  | 3   | 6   | 4   | 38.46%      |
| General Velásquez                | Chile   | 2023        | 10  | 4   | 2   | 4   | 46.67%      |
| Colchagua                        | Chile   | 2024 - act. | 27  | 13  | 5   | 9   | 54.32%      |
| Total                            | Total   | Total       | 904 | 425 | 226 | 253 | 55.34%      |

## Palmarés
| Título                             | Club               | País  | Año  |
| ---------------------------------- | ------------------ | ----- | ---- |
| Campeonato Nacional de Selecciones | Selección de Rengo | Chile | 1996 |
| Tercera División A                 | Colchagua          | Chile | 1998 |
| Tercera División A                 | Deportes Copiapó   | Chile | 2002 |
| Segunda División                   | Deportes Copiapó   | Chile | 2012 |